# Peder Benzon (1684-1735)
 Der er flere personer med dette navn, se Peder Benzon.
Peder Benzon (1684 – 1735) var en dansk godsejer og assessor (dommer) i Højesteret.
Peder Benzon var søn af generalprokurør Niels Benzon og bror til Lars og Jacob Benzon. Han ejede Aggersvold, Risbyholm, Dønnerup, Gislingegård, Gjeddesdal, Hagestedgård og Alslevgård.
Peder Benzon var far til Christian Benzon (12. juli 1718 – 9. maj 1801), godsejer til bl.a. Christiansdal (nu Dalum Kloster)